# IC 5325
IC 5325 је спирална галаксија у сазвјежђу Феникс која се налази на листи објеката дубоког неба у Индекс каталогу.
Деклинација објекта је - 41° 20' 1" а ректасцензија 23h 28m 43,1s. Привидна величина (магнитуда) објекта IC 5325 износи 11,0 а фотографска магнитуда 11,8. Налази се на удаљености од 18,1 милиона парсека од Сунца. IC 5325 је још познат и под ознакама ESO 347-18, MCG -7-48-4, AM 2325-413, IRAS 23260-4136, PGC 71548.